# Isländischer Meister (Eishockey)
Der Isländische Meister wird seit 1992 ausgespielt. Bisheriger Rekordmeister ist Skautafélag Akureyrar mit 18 Titeln vor Skautafélag Reykjavíkur mit fünf Titeln. Die Isländische Eishockeyliga (Isländisch: Islandsmot Meistaraflokks) wird vom isländischen Eishockeyverband IHI organisiert.

## Teilnehmer 2021/22
- Skautafélag Akureyrar
- Skautafélag Reykjavíkur
- Ungmennafélagið Fjölnir

## Ehemalige Mannschaften
- Fálkar Reykjavík
- Hunar Reykjavík
- Narfi frá Hrísey
- Esja Reykjavík
- Skautafélag Reykjavíkur
- Ísknattleiksfélagið Björninn

## Bisherige Titelträger
- 2021: Skautafélag Akureyrar[1]
- 2020: Saison nicht beendet
- 2019: Skautafélag Akureyrar
- 2018: Skautafélag Akureyrar
- 2017: Esja Reykjavík
- 2016: Skautafélag Akureyrar
- 2015: Skautafélag Akureyrar
- 2014: Skautafélag Akureyrar Vikingar
- 2013: Skautafélag Akureyrar Vikingar
- 2012: Ísknattleiksfélagið Björninn
- 2011: Skautafélag Akureyrar
- 2010: Skautafélag Akureyrar
- 2009: Skautafélag Reykjavíkur
- 2008: Skautafelag Akureyrar
- 2007: Skautafélag Reykjavíkur
- 2006: Skautafélag Reykjavíkur
- 2005: Skautafélag Akureyrar
- 2004: Skautafélag Akureyrar
- 2003: Skautafélag Akureyrar
- 2002: Skautafélag Akureyrar
- 2001: Skautafélag Akureyrar
- 2000: Skautafélag Reykjavíkur
- 1999: Skautafélag Reykjavíkur
- 1998: Skautafélag Akureyrar
- 1997: Skautafélag Akureyrar
- 1996: Skautafélag Akureyrar
- 1995: Skautafélag Akureyrar
- 1994: Skautafélag Akureyrar
- 1993: Skautafélag Akureyrar
- 1992: Skautafélag Akureyrar